# Blanche de Marcigny
Blanche de Marcigny, née Blanche Quersonnier le 28 octobre 1865 à Saint-Quentin et morte le 28 décembre 1944 à Neuilly-sur-Seine , est une actrice, demi-mondaine et écuyère française, participante aux Jeux olympiques de Paris en 1900.

## Biographie
Blanche Émélie Quersonnier naît le 28 octobre 1865 à Saint-Quentin, fille d'un tailleur et d'une modiste. Orpheline de mère à neuf ans, elle monte à Paris après des études de couture et exerce le métier de fleuriste boulevard Haussmann, en 1890. Bouquetière, elle côtoie les animateurs des nuits parisiennes et devient rapidement une participante remarquée, sous le nom de Blanche de Marcigny, classée alors parmi les « grandes horizontales » (expression désignant une demi-mondaine). Elle participe régulièrement au bal des Pierrettes. Elle débute dans le même temps au théâtre dans divers petits rôles.

Son goût des chevaux en fait une écuyère de haute école renommée. Elle se perfectionne au cirque amateur Molier, dont elle devient une des attractions dès 1901, et parvient à la parfaite maîtrise de la haute école. Elle y performe également des numéros de clownesse. En 1900, en même temps que l'exposition universelle, se tiennent à Paris les différents concours des deuxièmes Jeux olympiques. Blanche de Marcigny est l'une des 24 femmes participantes. Le concours hippique se déroule place de Breteuil, comportant différentes disciplines dont les chevaux de selle épreuve de présentation et d'allure.

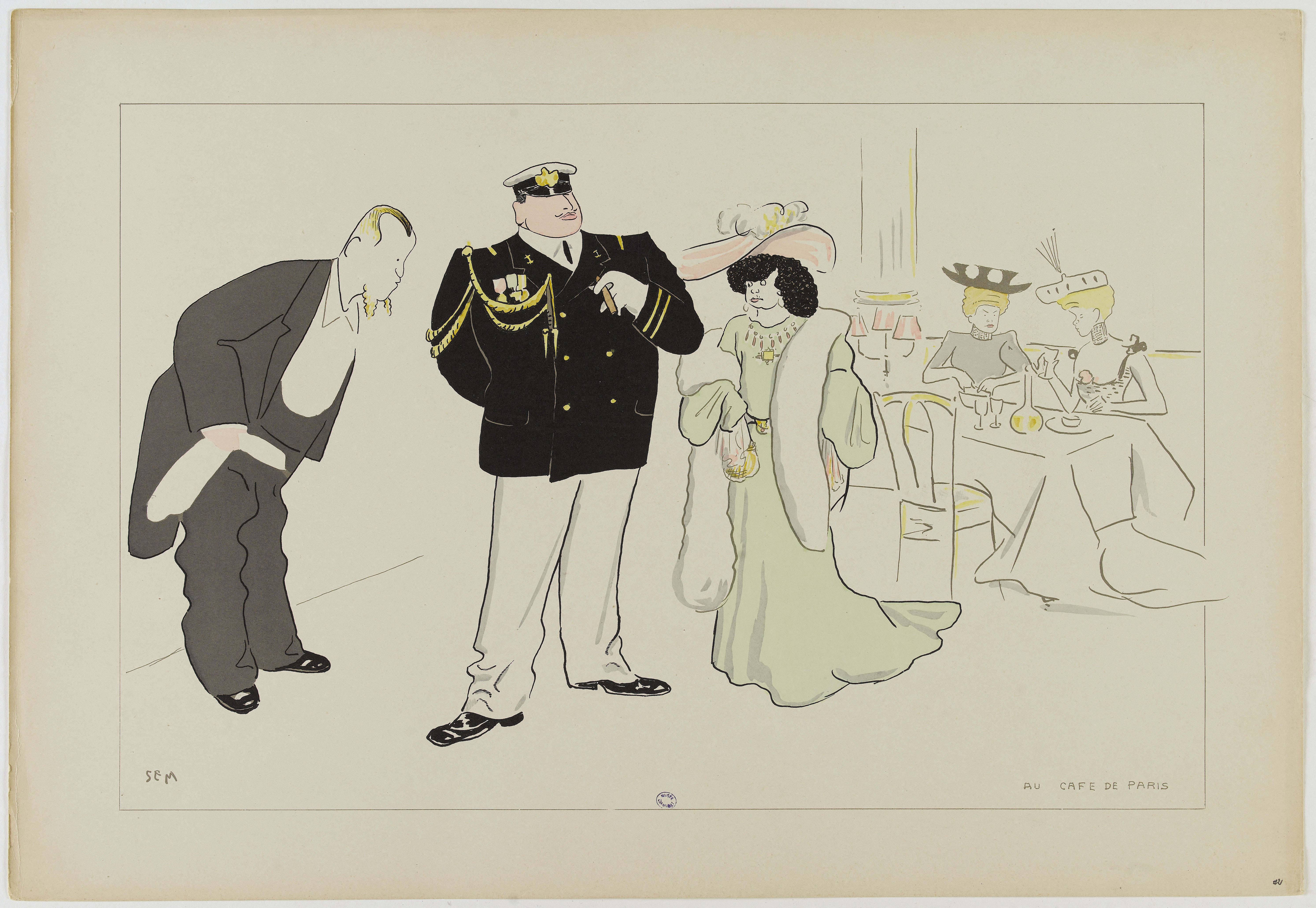
Blanche de Marcigny attablée au Café de Paris (à droite), par Sem (1904).

Bénéficiant des largesses de ses admirateurs, elle est remarquée par ses tenues et ses bijoux. Entretenant une liaison avec le lieutenant de chasseurs Misserey, elle endosse un billet à ordre de 15 000 francs à son bijoutier, Haymann. Il s'ensuit un procès qu'elle perd en 1905 et qui lui vaut d'entrer dans le Dalloz. Elle habite en 1901 au 7, rue du Bois-de-Boulogne à Neuilly-sur-Seine et héberge son père qu'elle déclare comme un ami, cachant ainsi ses origines. En 1911, elle emploie également un palefrenier.
Elle passe les étés à Deauville ou Trouville et achète en 1906 une maison à Hennequeville puis un manoir néo-normand, « Mont-Roti », appelé actuellement[Quand ?] « manoir de Marcigny ». Bienfaitrice des écoles publiques de Trouville-sur-Mer, en 1913 elle est élevée au grade d'officier des Palmes académiques. Elle séjourne généralement l'hiver sur la Côte d'Azur[Quand ?]. 
En 1920, une vente à l'hôtel Drouot présente des photos des bijoux dont elle se sépare ; y figure le collier de chien représenté sur les caricatures de Sem.
Pendant la Seconde Guerre mondiale, Blanche de Marcigny est réfugiée à Pau. Elle meurt le 28 décembre 1944 à Neuilly-sur-Seine, au 125 avenue de Neuilly, et est inhumée au cimetière parisien d'Ivry.

## Théâtre
- La Demoiselle du téléphone, Théâtre des nouveautés, 1891
- Le Petit Savoyard, Théâtre des nouveautés, 1891
- Un lendemain de première, Théâtre mondain, 1896

## Équitation
- 1901 : L'Hippo-palace[8]

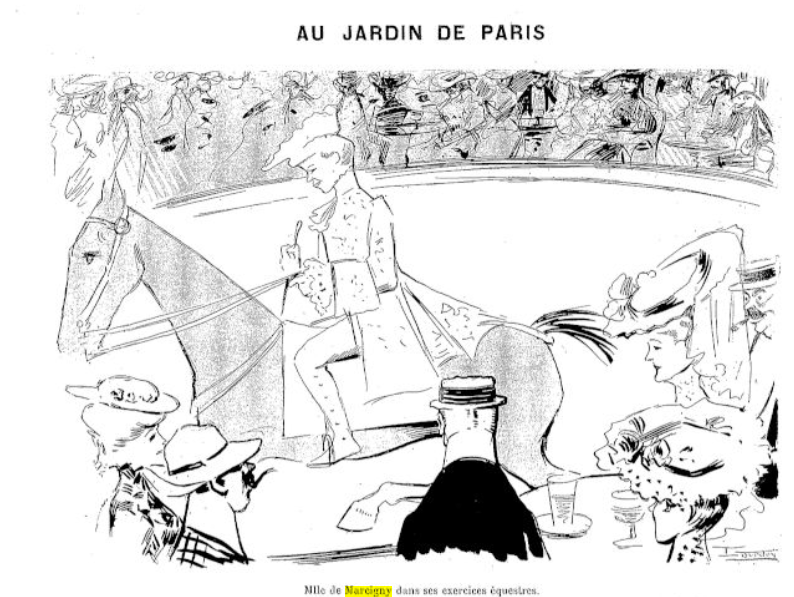
Blanche de Marcigny
par Maurice Lourdey (1905).

- 1902 : Folies Bergère spectacle de cinq ânes dressés
- 1902 : L'Olympia[9]
- 1904 : Le Jardin de Paris[10] ,[11]
- 1905 : Sporting français, cheval « Hussard »[12]
- 1907 : Engagée au Nouveau Cirque et au Cirque de Paris[13]
- 1910 : Présentation des chevaux de selle de l'Étrier.
- 1914 : Fête de l'Étrier.
- 1921 : Concours de Saumur, épreuve d'aptitude « Fleur d'or ».
- 1921 : Concours de Limoges
- 1925 : Cirque Molier[14]
- 1926 : Cirque Molier[15]
- 1933 : Manège Olivé, présentation de sa jument « Amitié »[16]
- 1935 : Manège Olivé[17]

## Mode
Les chroniques mondaines du journal Gil Blas donnent un aperçu de sa garde-robe :
- 1890 : Costume de Pierrot bleu avec étoiles (bal des Pierrettes)
- 1896 : Jupe noire avec corsage de faille blanche à bouquets
- 1896 : Robe de soie rose, ramagée de petits bouquets
- 1896 : Robe de pékin blanc et noir, chapeau garni de roses
- 1896 : Robe en piqué jaune
- 1897 : Robe tissée de violettes de Parme
- 1897 : Robe de drap bleu boutons d'or
- 1897 : Robe en astrakan
- 1898 : Robe en mousseline peinte d'hortensias et guirlandes de feuillages
- 1898 : Costume de breitschwantz
- 1899 : Robe en mousseline rose semée de pois blancs
- 1901 : Costume Louis XV en Irlande sur jupe mousseline de soie azur à grands plis
- 1901 : Toilette de drap blanc
- 1902 : Toilette de drap blanc garni de zibeline
- 1902 : Costume en toile de soie azur découpée à jour

## Iconographie
- Portrait photographique de Nadar, musée Carnavalet
- Caricature de Sem, 1900, musée Carnavalet
- Au café de Paris, Sem 1904, musée Carnavalet
- Blanche de Marcigny, affiche de Raymond Tournon, BnF[18]

## Sources
- Blanche de Marcigny, éclaireuse olympique française, Stéphane Gachet, documentaire de 2024
- Blanche de Marcigny, exercices de haute école, BnF[18]